# Škoda 52T
Škoda 52T (obchodní název Škoda ForCity Plus Praha 52T) je typ tramvaje vyráběné společností Škoda Transportation pro Dopravní podnik hl. m. Prahy. Dodáno má být 40 kusů s možnou opcí na dalších 160 vozidel.

## Konstrukce
Škoda 52T je součástí řady ForCity Plus. Jedná se o jednosměrnou plně nízkopodlažní pětičlánkovou tramvaj. Vozidlo má pětici dvoukřídlých dveří nacházejících se v prvním, třetím a pátém článku. Disponuje čtyřmi podvozky, z nichž dva otočné jsou pod krajními články a dva částečně otočné pod druhým a čtvrtým článkem. Všechny podvozky jsou hnací, přičemž v podvozku se nachází vždy dva asynchronní motory, z nichž každý pohání dvojici kol na jedné straně podvozku za sebou. Díky tomu bylo oproti ostatním modelům řady ForCity Plus dosaženo 100% nízkopodlažnosti u všech sedadel, která tak nejsou umístěna na podestách.

## Dodávky tramvají

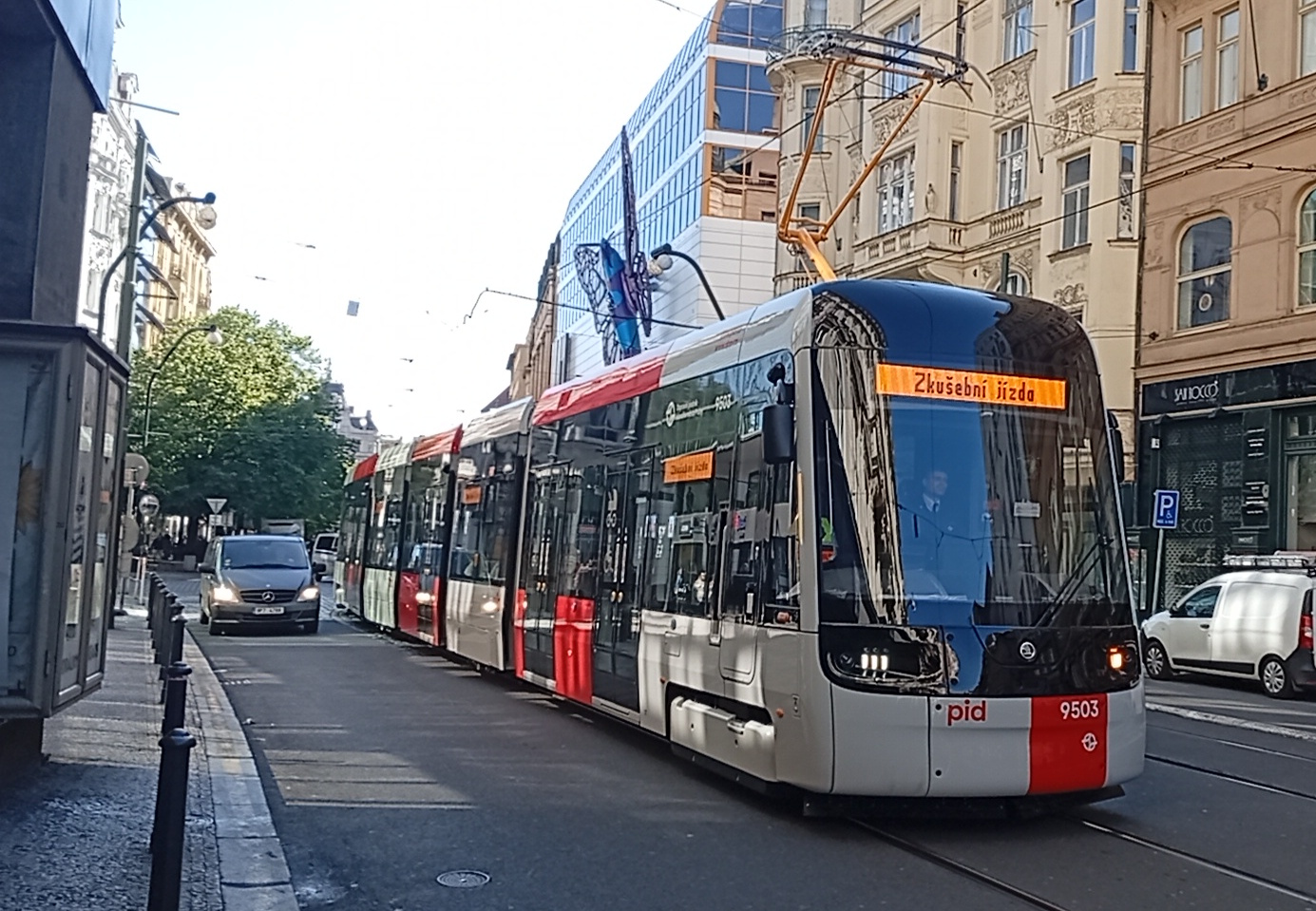
Škoda 52T během zkušebních jízd v Praze

V souvislosti s rozšiřováním tramvajové sítě a obnovou vozového parku vypsal v listopadu 2022 Dopravní podnik hl. m. Prahy (DPP) soutěž na až 200 nízkopodlažních jednosměrných tramvají. S první částí dodávky se počítalo v průběhu roku 2025. Vítězem soutěže se v listopadu 2023 stala Škoda Transportation, kromě ní podala nabídku do finální části soutěže pouze společnost Stadler Rail. Závazně bylo objednáno 40 tramvají v hodnotě 82,5 milionů korun za jeden kus. Prvních 20 tramvají má být dodáno od 1. ledna do 2. prosince 2025, dalších 20 pak v roce 2026. Při celém využití opce na dalších 160 vozidel by měla být poslední tramvaj dodána do Prahy v roce 2032.
Výroba byla zahájena v červnu 2024 v plzeňském závodě Škody Transportation, dne 27. ledna 2025 byl v areálu výrobce představen první vůz s evidenčním číslem 9501. Do Prahy byl jako první převezen 3. dubna 2025 vůz č. 9503, který se do pražských ulic podíval poprvé 9. dubna 2025 v rámci ověřovacích jízd. Zkušební provoz bez cestujících v rámci homologace typu Drážním úřadem zahájila tato tramvaj 26. dubna 2025. Druhý vůz č. 9504 dorazil do Prahy 12. května 2025 a později se rovněž zapojil do testovacích jízd. Obě tramvaje byly dočasně umístěny v Ústředních dílnách DPP, později mají být vozy 52T deponovány ve vozovně Hloubětín. Zkušební provoz s cestujícími započala tramvaj č. 9503 dne 20. června 2025.

### Celkový přehled
| Současný stát | Město | Článek | Roky dodávek | Počet vozů | Evidenční čísla při dodání | Poznámky | Zdroj  |
| ------------- | ----- | ------ | ------------ | ---------- | -------------------------- | -------- | ------ |
| Česko         | Praha | článek | 2025         | 2          | 9503, 9504                 |          | [ 13 ] |